# 恶性疟原虫
恶性疟原虫（拉丁語：Plasmodium falciparum）是一种原生动物寄生虫，是引发人类疟疾的疟原虫的一种，由雌性疟蚊传播。该型疟原虫引发的疟疾是所有瘧疾中死亡率最高的一种。根据最近的2014年世界卫生组织的统计，2013年全世界的疟疾病例共有1.98亿例，估计造成584,000人死亡。
惡性瘧原蟲起源於在大猩猩中發現的瘧疾寄生蟲，約一萬年前的Laverania。

## 参看
- 疟疾地图计划

## 外部連結
- 寄生蟲學-protozoa(原蟲)-Plasmodium(瘧原蟲屬) （页面存档备份，存于）